# Dschamarat-Brücke
Die Dschamarat-Brücke (arabisch جسر الجمرات, DMG Ǧisr al-Ǧamarāt; englische Umschrift Jamarat oder Jamaraat) ist eine 5-stöckige Fußgängerbrücke. Sie liegt in Mina in Saudi-Arabien.
Das Bauwerk ist keine Brücke im klassischen Sinne, die einen Fluss oder eine Straße überquert, um zwei Orte miteinander zu verbinden. Sie ist vielmehr der Ort, an dem die Pilger drei bis vier Tage während des Haddsch mehrere symbolische Teufelssteinigungen durchführen. Hierbei müssen die Pilger jeweils 7 Steine an drei riesige Säulen, die sogenannten dschamarāt, werfen. Immer wieder kommt es hierbei zu Todesfällen infolge von Massenpanik:
- 1994 – 270 Tote
- 1998 – 119 Tote
- 2001 – 35 Tote
- 2004 – 245 Tote
- 2006 – 364 Tote
- 2015 – mindestens 769 Tote[1]

Trotz erweiterter Sicherheitsmaßnahmen nach 2004 kam es 2006 wieder zu einer Massenpanik. Danach wurde die alte, von 1963 stammende Brücke abgerissen und mit dem Bau der bereits in Planung befindlichen neuen Brücke begonnen. Seit ihrer Fertigstellung 2009 ist es möglich, von insgesamt fünf Ebenen aus Steine an die dschamarāt zu werfen. Bei diesen Bauarbeiten wurden auch die dschamarāt selbst verändert. Früher waren es „klassische“ steinerne Pfeiler in der Form eines Obelisken. Da die Pilger aber von allen Seiten aus Steine auf die Säulen warfen, wurden versehentlich auch Pilger auf der anderen Seite getroffen. Des Weiteren boten die kleinen Obelisken nicht mehr genügend Wandfläche für die vielen Pilger. Die neuen dschamarāt sind daher im Grundriss ellipsenförmig auf über 20 Metern gestreckt. Die Kapazität der neuen Brücke soll bei 250.000 Menschen pro Stunde liegen.